# Checotah (Oklahoma)
Checotah es una ciudad ubicada en el condado de McIntosh en el estado estadounidense de Oklahoma. En el año 2010 tenía una población de 	3335 habitantes y una densidad poblacional de 143,13 personas por km².

## Geografía
Checotah se encuentra ubicada en las coordenadas 35°28′19″N 95°31′26″O / 35.47194, -95.52389 (35.471998, -95.523770).

## Demografía
Según la Oficina del Censo en 2000 los ingresos medios por hogar en la localidad eran de $22,029 y los ingresos medios por familia eran $30,741. Los hombres tenían unos ingresos medios de $26,094 frente a los $17,298 para las mujeres. La renta per cápita para la localidad era de $15,921. Alrededor del 20.4% de la población estaban por debajo del umbral de pobreza.